# Zygophlaeoba atractocera
Zygophlaeoba atractocera är en insektsart som beskrevs av Bolívar, I. 1914. Zygophlaeoba atractocera ingår i släktet Zygophlaeoba och familjen gräshoppor. Inga underarter finns listade i Catalogue of Life.